# Serce jak złoty gołąb
Serce jak złoty gołąb – baśń metaforyczna dla dzieci z 1984 autorstwa Joanny Kulmowej.
Bawiący się w żołnierza chłopiec pomógł wydobyć z gęstwiny krzaków bezradne pisklę gołębicy. W podzięce otrzymał gołębicy kulę, która na pewno zabije każdego prawdziwego wroga "żołnierza". Dwukrotnie zostałby mordercą, strzelając do Księcia i do Komandora Głównego, jednak kula odbijała się od nich i wraca do karabinu.
Zdaniem Grzegorza Leszczyńskiego z Uniwersytetu Pedagogicznego w Krakowie baśń należy do utworów, w których topika rycerska ustępuje miejsca analizie przestrzeni życia psychicznego bohaterów: ich czyny nie dają – jak w klasycznych wzorcach gatunkowych – świadectwa umiejętności panowania nad światem, zdolności przewodzenia mu i „ruszania z posad bryły świata”, są nie tyle powodem chwały, ile źródłem rozterek, wątpliwości, dylematów, zmuszają do weryfikacji własnej postawy i stosunku do świata, własnych zobowiązań wobec innych.
W 1984 baśń otrzymała nagrodę w konkursie Instytutu Wydawniczego Nasza Księgarnia, a w 1987 została zainscenizowana na deskach Teatru Lalek „Banialuka” w Bielsku-Białej w reżyserii Jerzego Binkowskiego i z narracją Jarosława Dwornika.